# Шардон-Лагаш (станция метро)
Шардон-Лагаш (фр. Chardon-Lagache) — станция линии 10 Парижского метрополитена, расположенная в XVI округе Парижа на одностороннем (движение в сторону Гар д'Остерлиц) участке линии 10. Названа по одноимённой улице (фр. Rue Chardon-Lagache), получившей своё имя в честь известного врача Пьера Шардона

## История
- Станция открылась 30 сентября 1913 года в составе участка Шарль Мишель — Порт д'Отёй, входившего тогда в состав линии 8. 27 июля 1937 года, в результате реорганизации линий метро на левом берегу Парижа, станция вошла в состав линии 10.
- Пассажиропоток по станции по входу в 2011 году, по данным RATP, составил 636 141 человек[2]. В 2013 году этот показатель незначительно вырос до 651 234 пассажиров (296 место по уровню входного пассажиропотока в Парижском метро)[3]

## Галерея
- Лестничный сход